# Schiedamsedijk
De Schiedamsedijk is een weg in het centrum van Rotterdam, die de Erasmusbrug verbindt met de Coolsingel en de (West-)Blaak.
In de middenberm van de weg liggen de tramrails van de tramlijnen 8, 20, 23 en 25. Onder de weg loopt de tunnel van metrolijnen D en E. De dijk loopt vlak langs de Leuvehaven; eronder ligt dan ook het metrostation Leuvehaven. Ter hoogte van het metrostation is de GGD Rotterdam-Rijnmond gevestigd en even verderop het Oogziekenhuis.
De dijk was een bestanddeel van de middeleeuwse Schielandse Hoge Zeedijk. De naam Schiedamsedijk is gebruikt vanaf 1598. In dat jaar werd de Leuve uitgediept en werden stukken grond aan weerszijden van de dijk verkocht. De percelen aan de oostzijde van de Schiedamsedijk liepen door tot aan de Leuve (nu Leuvehaven) en moesten over de gehele breedte van het perceel worden bebouwd. Oorspronkelijk werden ook de huidige Korte Hoogstraat, het Vasteland en een deel van de Westzeedijk wel Schiedamsedijk genoemd. In de jaren vanaf ca. 1600 was het zuidelijke deel van de dijk, het huidige Vasteland, wel bekend als Schotsedijkje omdat zich hier, net als in de rest van de westelijke havens van de stad, veel Schotten hadden gevestigd. Aan de nabije Schiedamse Vest bevindt zich nog steeds de Scots International Church Rotterdam. Sinds 1681 was het Stadsarmenhuis aan de Schiedamsedijk gevestigd. Rond 1830 concentreerde de Joodse bevolking van Rotterdam zich ook rond de Schiedamsedijk (en de Zandstraat), waar zij voornamelijk werkzaam was in de handel.
De Schiedamsedijk was voor de Tweede Wereldoorlog een uitgaanscentrum waar de prostitutie welig tierde. Tijdens het bombardement op Rotterdam werd vrijwel alle bebouwing verwoest. Daaronder was ook het fabrieksgebouw van Van Nelle: op de Schiedamsedijk had zich van de oprichting in 1782 tot 1926 de hoofdvestiging van deze koffie- en theefirma bevonden. Alleen het zuidelijkste gedeelte met het Centraal Gebouw voor de Volksgezondheid op de hoek van het Vasteland, waarin tot op heden de GGD is gevestigd, bleef gespaard. Dit gebouw van Ad van der Steur, dat vanaf maart 1941 in gebruik werd genomen, is daarmee het oudste gebouw aan de Schiedamsedijk.
Bij de wederopbouw kwam er geen nieuwe oostelijke gevelwand, zodat er op veel plaatsen nog steeds vrij zicht is op de Leuvehaven. Elders is het "Venster op de Rivier" door gebouwen als het Maritiem Museum (1986) weer gesloten.
Admiraal de Ruyterweg ·
Admiraliteitskade ·
Aert van Nesstraat ·
Baan ·
Batavierenstraat ·
Beukelsdijk ·
Beursplein ·
Beurstraverse ·
Binnenweg ·
Binnenwegplein ·
Binnenrotte ·
Blaak ·
Boezemweg ·
Boompjes ·
Bosland ·
Botersloot ·
Burgemeester van Walsumweg ·
Churchillplein ·
Coolsingel ·
Coolvest ·
Eendrachtsplein ·
Eendrachtsweg ·
Geldersekade ·
Goudsesingel ·
's-Gravendijkwal ·
Haagseveer ·
Henegouwerlaan ·
Hofdijk ·
Hofplein ·
Hoogstraat ·
Jonker Fransstraat ·
Karel Doormanstraat ·
Kipstraat ·
Kolk ·
Koningin Emmaplein ·
Korte Hoogstraat ·
Kruiskade ·
Kruisplein ·
Leuvehoofd ·
Lijnbaan ·
Lombardkade ·
Maasboulevard ·
Mariniersweg ·
Mathenesserlaan ·
Mauritsweg ·
Meent ·
Museumpark ·
Oostmolenwerf ·
Oostplein ·
Oude Binnenweg ·
Parkkade ·
Parklaan ·
Pim Fortuynplaats ·
Plein 1940 ·
Pompenburg ·
Rochussenstraat ·
Saftlevenstraat ·
Schiedamsedijk ·
Schiedamse Vest ·
Schouwburgplein ·
Spaansekade ·
Stadhuisplein ·
Stationsplein ·
Stroveer ·
Van Oldenbarneveltstraat ·
Vasteland ·
Veerkade ·
Weena ·
Westblaak ·
Westerkade ·
West-Kruiskade ·
Westersingel ·
Westplein ·
Willemskade ·
Willemsplein ·
Witte de Withstraat